# Paola Montenero
Paola Montenero, parfois créditée sous le pseudonyme Paola Rubens, née le 13 mars 1951 et morte le 25 octobre 2016, est une actrice italienne.

## Biographie
Paola Montenero fait ses débuts au théâtre. Elle a son premier rôle au cinéma en 1971 pour La Baie sanglante de Mario Bava. Elle est mariée au réalisateur Massimo Pirri. Sa toxicodépendance la porte à accepter des rôles de plus en plus discutables, jusqu'à tourner dans des films pornographiques.

## Filmographie
- 1971 : La Baie sanglante (Reazione a catena) de Mario Bava
- 1973 : Rugantino de Pasquale Festa Campanile
- 1974 : Ho incontrato un'ombra (it) de Daniele D'Anza - télévision
- 1975 : Càlamo (it) de Massimo Pirri
- 1975 : La traccia verde de Silvio Maestranzi (it) - télévision
- 1977 : Dolce mattatoio (it) d'Alberto Cavallone
- 1978 : Emanuelle et Johanna (it) (Il mondo porno di due sorelle) de Franco Rossetti
- 1980 : Action de Tinto Brass
- 1980 : Les Novices libertines (it) (La vera storia della monaca di Monza) de Bruno Mattei
- 1980 : Bouche de velours (Dolce gola) de Lorenzo Onorati
- 1980 : La locanda della maladolescenza (it) de Bruno Gaburro
- 1981 : L'Autre enfer (L'Altro inferno) de Bruno Mattei